# Hranice úsvitu
Hranice úsvitu (ve francouzském originále La Frontière de l'aube) je filmové drama francouzského režiséra Philippe Garrela z roku 2008. Hlavní role ve filmů hrají Louis Garrel (François), Laura Smet (Carole) a Clémentine Poidatz (Ève). François je fotograf, který má nafotit herečku Carole, během čehož se spolu sblíží. Autorem hudby k filmu je Jean-Claude Vannier.